# 抓革命、促生产

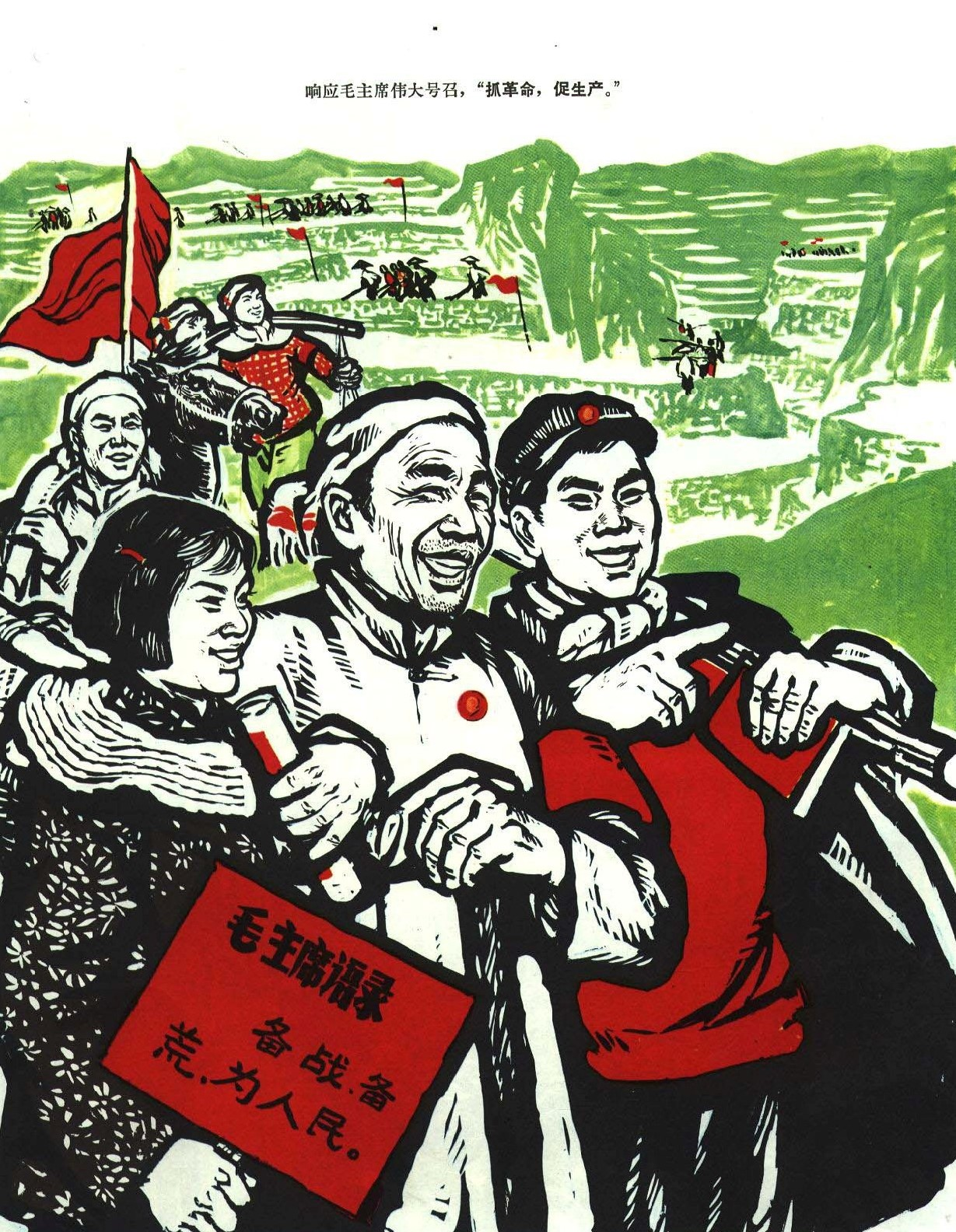
抓革命、促生产的海报

抓革命、促生产是中国文化大革命时期经济建设的指导方针。

## 起源
1963年5月，毛泽东在杭州会议上指出：“要使阶级斗争和社会主义教育有利于生产。‘四清’、‘五反’的结果，一定会有利于增加生产”。1963年9月《关于农村社会主义教育运动中一些具体政策的规定（草案）》称：“阶级斗争，革命运动，是促进生产发展的动力，是为生产斗争服务的。”1965年9月30日，《人民日报》发表报道《抓革命 促生产 学大庆 学大寨》，“抓革命、促生产”的提法正式出现了。
《中国共产党中央委员会关于无产阶级文化大革命的决定》（《十六条》）第十四条标题即为“抓革命、促生产”。1966年9月7日，《人民日报》发表了《抓革命，促生产》的社论。文革初期的“抓革命、促生产”第一线指挥部是临时性工农业生产组织机构。1967年7月到9月，毛泽东视察华北、华中华东地区，提到抓革命、促生产的问题。